# Hugo Ferdinand Boss

Hugo Ferdinand Boss (1933)

Hugo Ferdinand Boss (* 8. Juli 1885 in Metzingen; † 9. August 1948 ebenda) war ein deutscher Textilunternehmer und Mitglied der NSDAP. Er legte mit seiner Schneiderei den Grundstein für den Bekleidungshersteller Hugo Boss AG.

## Leben
Die Eltern von Hugo Boss waren Heinrich Boss und Luise, geb. Münzenmayer. Boss besuchte die Volksschule und die Realschule, von der er 1899 ohne Abschluss abging. Im Anschluss daran absolvierte er in Bad Urach eine dreijährige kaufmännische Ausbildung.
Erste Erfahrungen innerhalb der Bekleidungsindustrie sammelte Boss 1902 bei der Buntweberei J. J. Wendler in Metzingen. Nach Ableistung seiner Wehrpflicht von 1903 bis 1905 fand er eine Anstellung in einer Weberei in Konstanz.
Im Jahr 1908 übernahm Hugo Boss nach dem Tod der Eltern deren Manufakturwaren- und Aussteuergeschäft in Metzingen. Im selben Jahr heiratete er Anna Katharina Freysinger. Aus dieser Ehe ging die Tochter Gertrud hervor, die 1931 den Kaufmann Eugen Holy heiratete, der in den Jahren der Wirtschaftsdepression in die Firma eingetreten war.
1914 wurde Boss als Obergefreiter eingezogen und 1918 im gleichen Rang wieder entlassen. Über eine aktive Teilnahme am Ersten Weltkrieg ist nichts bekannt. Nach Kriegsende und der Stabilisierung der Wirtschaft gründete er in Metzingen die Schneiderei Hugo Boss und stellte zunächst Oberhemden und Wäsche, dann auch Berufs- und Arbeitskleidung her. 1924 gründete er (zunächst mit zwei Teilhabern) eine Kleiderfabrik, in der er Wäsche, Oberhemden und Windjacken herstellte, später auch Arbeitskleidung, Sportartikel und Regenmäntel. In den dreißiger Jahren und im Zweiten Weltkrieg produzierte sein Unternehmen vor allem Uniformen für die SA, SS, HJ und die Wehrmacht, aber auch für Post- und Bahnangestellte.

## Parteikarriere
Boss trat zum 1. April 1931 in die NSDAP ein (Mitgliedsnummer 508.889), 1936 in die Deutsche Arbeitsfront (DAF), 1939 in den Reichsluftschutzbund und 1941 in die Nationalsozialistische Volkswohlfahrt. Außerdem war er Mitglied im NS-Reichskriegerbund und im Reichsbund für Leibesübungen, deren Vorgängerorganisationen er bereits im Kaiserreich angehört hatte. Nach eigenen Angaben war er auch förderndes Mitglied der SS. Nach dem Krieg wurde er in einem Entnazifizierungsverfahren zunächst als „Belasteter“ eingestuft und mit erheblichen Sanktionen belegt, galt in einem von ihm beantragten Revisionsverfahren aber dann als „Mitläufer“.

## Nachkriegszeit und Tod
Nach 1945 nahm Boss die Produktion von Arbeits- und Berufsbekleidung in Metzingen wieder auf, doch aus gesundheitlichen Gründen trat er vom 1. Oktober 1945 an nur noch als stellvertretender Geschäftsführer in der Öffentlichkeit auf. 1948 übernahm sein Schwiegersohn Eugen Holy die Führung der Firma Hugo Boss.
Hugo Ferdinand Boss starb am 9. August 1948 im Alter von 63 Jahren in Metzingen.